# Ralph Abercromby (meteorolog)

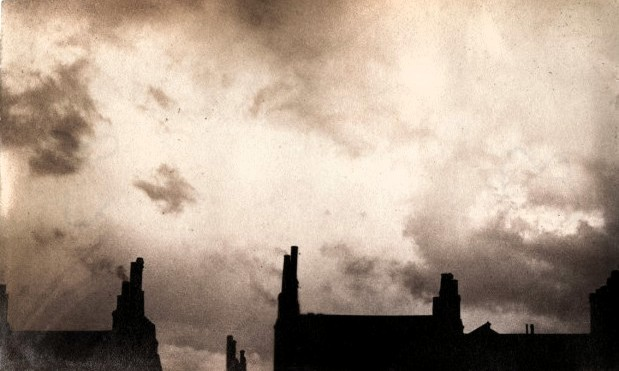
Ralph Abercromby: Raggy, Inky Cloud London, 1884

Ralph Abercromby (11. února 1842 Leamington, Warwickshire – 21. června 1897 Sydney) byl skotský meteorolog a fotograf.

## Životopis
Abercromby se narodil v Leamingtonu v hrabství Warwickshire jako nejmladší syn 3. lorda Abercrombyho. Jeho matka Louisa Penuel Forbesová byla dcerou lorda Medwyna.
Nekrolog v časopise Nature shrnuje jeho původ: „Několik jeho nejbližších příbuzných bylo mimořádně významných. Jeho pradědeček, sir Ralph Abercromby, který zemřel v roce 1801 v okamžiku vítězství v bitvě u Alexandrie, sloužil své vlasti s vynikajícími úspěchy v Západní Indii (Trinidad) a u Helderu.“
On sám sloužil v britské armádě v letech 1860–1869 a byl nasazen v Quebecu. U 60. pěšího pluku (King's Royal Rifle Corps) dosáhl hodnosti poručíka.
Ralph Abercromby je známý svými příspěvky k meteorologii, ze svých cest přinášel zprávy o „Mořích a oblohách v různých zeměpisných šířkách“ (v originále Seas and skies in many latitudes, 1888), například o počasí a telegrafii v americkém signálním úřadu (United States Signal Office). Na svých cestách fotografoval oblaky. Psal o názvosloví oblaků a významně se zapsal do historie vzniku klasifikačního systému, který vytvořil Luke Howard; spolu s Hugo Hildebrandem Hildebrandssonem (1838–1920) přepracoval systém vytvořený Howardem.
V roce 1887 rozlišil dalších pět tlakových útvarů: okrajovou neboli podružnou cyklonu, brázdu nízkého tlaku vzduchu, hřeben vysokého tlaku vzduchu, barické sedlo a přímočaré izobary.
Abercromby zemřel svobodný v roce 1897 v australském Sydney.

## Dílo
- 1887 Weather: A Popular Exposition of the Nature of Weather Changes From Day To Day (1888),[9] Kessinger Publishing. ISBN 0-548-82646-3.
- Cloud Land in Folklore And Science (Folklore History Series). Pierides Press. ISBN 1-4455-2335-3.[10]
- Principles of Forecasting By Means of Weather Charts. Pierides Press. ISBN 1-146-39376-8.
- Seas And Skies in Many Latitudes: Or, Wanderings in Search of Weather. Nabu Press. ISBN 1-144-14870-7.
- Three Essays on Australian Weather. Nabu Press, 2020. ISBN 1-177-54608-6. – Publikace obsahuje jednu jeho znovu vydanou esej o klimatu Austrálie.